# Eskom Uganda Limited
Eskom Uganda Limited (EUL) est le plus grand producteur d'énergie en Ouganda et a été constituée en 2002 pour une concession de 20 ans dans un cadre réglementaire gouvernemental.

## Location
Le siège de l'EUL est situé à l'extérieur de la centrale hydroélectrique de Nalubaale dans la ville de Njeru, à environ 80 kilomètres, par la route, à l'est de Kampala, capitale de l'Ouganda et plus grande ville. Les coordonnées géographiques du siège social d'Eskom en Ouganda sont: 0 ° 26'36.0 "N, 33 ° 11'02.0" E (Latitude: 0.443333; Longitude: 33.183889).

## Historique
À la suite de la dissolution de l'ancien Uganda Electricity Board (UEB) en 2001, l'industrie de l'électricité dans le pays a été subdivisée en quatre composantes, comme indiqué dans le tableau ci-dessous.
| Nombre | Nom de l'entreprise                                                                   | Rôle de la nouvelle entité |
| ------ | ------------------------------------------------------------------------------------- | --- |
| 1      | Autorité de régulation de l'électricité                                               | Régulateur indépendant de l'industrie                                                                                             |
| 2      | Uganda Electricity Generation Company Limited                                         | Production d'énergie électrique                                                                                                   |
| 3      | Uganda Electricity Transmission Company Limited                                       | Transport en vrac d'électricité au-dessus de 33 kilovolts. Seul importateur et exportateur d'électricité en Ouganda.              |
| 4      | Uganda Electricity Distribution Company Limited - Loué à Umeme en 2005, pour 20 ans,. | Distribution d'énergie électrique dans le pays. Possède et entretient toutes les installations de réseau à 33 kilovolts et moins. |

EUL a été créée en novembre 2002, à la suite d'une offre réussie d'exploitation de la centrale électrique de Nalubaale, la seule centrale électrique existante détenue par le gouvernement à l'époque. Plus tard, lorsque la centrale hydroélectrique de Kiira a été mise en service en 2003, la Uganda Electricity Generation Company Limited l'a également contractée avec EUL.

## Opérations
EUL est responsable de l'exploitation, de l'entretien et de la réparation de deux centrales hydroélectriques appartenant au gouvernement. La station plus ancienne, Nalubaale, qui a ouvert ses portes en 1954, dispose de 10 générateurs d'une capacité de 18 mégawatts chacun. La station la plus récente, Kiira, dispose de cinq générateurs d'une capacité de 40 mégawatts chacun. L'énergie produite est vendue à l'Uganda Electricity Transmission Company Limited (UETCL), le seul acheteur en vrac autorisé. L'UETCL le vend à son tour à Umeme, le distributeur, qui à son tour le vend aux utilisateurs finaux.

## La possession
Eskom Uganda Limited est une filiale à 100% d'Eskom, le conglomérat énergétique sud-africain. Bien que détenue à 100% par la société mère sud-africaine, EUL est autorisée à exercer une large autonomie. Son directeur général rapporte directement au conseil d'administration d'Eskom Holdings Limited.

## Voir également
- Liste des centrales électriques en Ouganda
- Société d'électrification rurale du Nil occidental